# Conseil départemental du Puy-de-Dôme
Le conseil départemental du Puy-de-Dôme est l'assemblée délibérante du département français du Puy-de-Dôme, collectivité territoriale décentralisée agissant sur le territoire départemental. Son siège se trouve à Clermont-Ferrand.

## Élus

### Président du conseil départemental

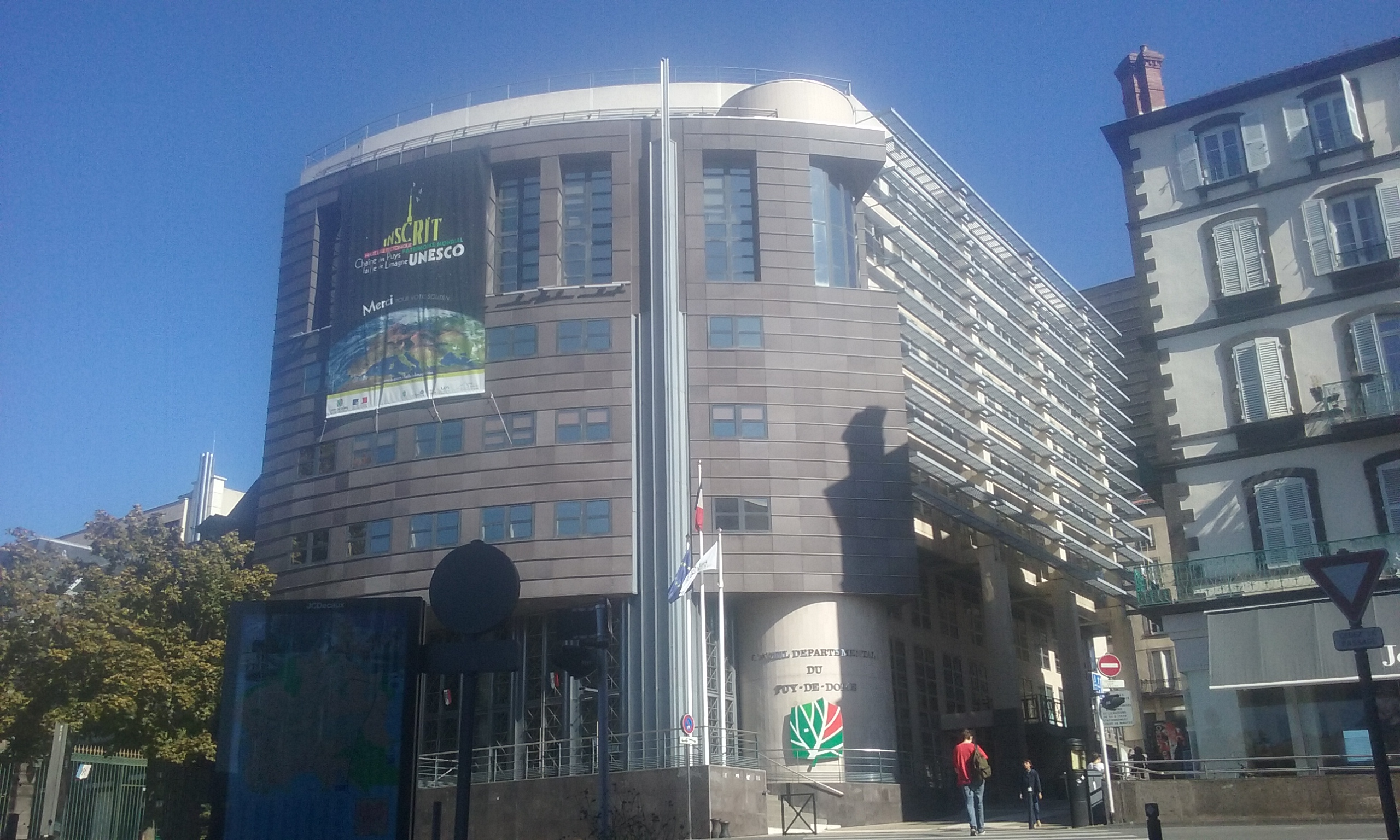
Le bâtiment du conseil départemental du Puy-de-Dôme à Clermont-Ferrand.

Le conseil départemental du Puy-de-Dôme est présidé par Lionel Chauvin (LR) depuis le 1er juillet 2021.
Depuis les élections départementales de 2015, Lionel Chauvin est conseiller départemental du canton de Châtel-Guyon.
| Période                            | Période                      | Identité                     | Étiquette                    | Étiquette                    |
| Président du conseil général       | Président du conseil général | Président du conseil général | Président du conseil général | Président du conseil général |
| ---------------------------------- | ---------------------------- | ---------------------------- | ---------------------------- | ---------------------------- |
| 1848                               | 1849                         | Bertrand Dorlhac             |                              |                              |
| 1849                               | 1852                         | Gabriel Moulin               |                              | Monarchiste                  |
| 1852                               | 1865                         | Charles De Morny             |                              | Bonapartiste libéral         |
| 1865                               | 1870                         | Eugène Rouher                |                              | Bonapartiste autoritaire     |
| 1870                               | 1873                         | Gabriel Moulin               |                              | Monarchiste                  |
| 1873                               | 1874                         | Félix Martha-Beker           |                              | SE                           |
| 1874                               | 1875                         | Agis-Léon Ledru              |                              | SE                           |
| 1875                               | 1881                         | Agénor Bardoux               |                              | Mod                          |
| 1881                               | 1888                         | Mathieu Salneuve             |                              | GR                           |
| 1888                               | 1898                         | Jean-Baptiste Guyot-Lavaline |                              | FR                           |
| 1898                               | 1901                         | Charles Barrière             |                              | AD                           |
| 1901                               | 1908                         | Edmond Guyot-Dessaigne       |                              | RadSoc                       |
| 1908                               | 1911                         | Noël Chamerlat               |                              | RadSoc                       |
| 1911                               | 1935                         | Étienne Clémentel            |                              | PRRRS                        |
| 1935                               | 1941                         | Eugène Chassaing             |                              | PRRRS                        |
| 1941                               | 1942                         | François Albert-Buisson      |                              | RAD                          |
| 1942                               | 1945                         | Raymond Grasset              |                              | RAD                          |
| 1945                               | 1949                         | Adrien Mabrut                |                              | SFIO                         |
| 1949                               | 1964                         | Eugène Chassaing             |                              | PRRRS                        |
| 1964                               | 1970                         | Gabriel Montpied             |                              | PS                           |
| 1970                               | 1973                         | Arsène Boulay                |                              | PS                           |
| 1973                               | 1976                         | Georges Marignier            |                              | UDF                          |
| 1976                               | 1988                         | Arsène Boulay                |                              | PS                           |
| 1988                               | 1992                         | Pierre Bouchaudy             |                              | PS                           |
| 1992                               | 1998                         | Georges Chometon             |                              | CDS-UDF                      |
| 1998                               | 2004                         | Pierre-Joël Bonté            |                              | PS                           |
| 2004                               | 2015                         | Jean-Yves Gouttebel          |                              | PS (2004-2008)               |
| 2004                               | 2015                         | Jean-Yves Gouttebel          | DVG (2008-2013)              |                              |
| 2004                               | 2015                         | Jean-Yves Gouttebel          | PRG (2013-2017)              |                              |
| Président du conseil départemental |                              |                              |                              |                              |
| 2015                               | 2021                         | Jean-Yves Gouttebel          |                              | PRG (2013-2017)              |
| 2015                               | 2021                         | Jean-Yves Gouttebel          | MR (2017-2021)               |                              |
| 2021                               | en cours                     | Lionel Chauvin               |                              | LR                           |

### Les conseillers départementaux et les groupes
Le conseil départemental du Puy-de-Dôme comprend 62 conseillers départementaux issus des 31 cantons du Puy-de-Dôme.
| Président du Conseil départemental   |       |       |      |                                            |
| Lionel Chauvin (LR)                  |       |       |      |                                            |
| Parti                                | Sigle | Sigle | Élus | Groupes                                    |
| Majorité (29 sièges)                 |       |       |      |                                            |
| Divers droite                        |       | DVD   | 13   | Union des républicains et indépendants     |
| Les Républicains                     |       | LR    | 8    | Union des républicains et indépendants     |
| Union des démocrates et indépendants |       | UDI   | 1    | Union des républicains et indépendants     |
| Divers droite                        |       | DVD   | 5    | Les indépendants et démocrates             |
| Union des démocrates et indépendants |       | UDI   | 2    | Les indépendants et démocrates             |
| Les Républicains                     |       | LR    | 1    | Les indépendants et démocrates             |
| Minorité (11 sièges)                 |       |       |      |                                            |
| Divers centre                        |       | DVC   | 5    | Proximité et territoires                   |
| Divers gauche                        |       | DVG   | 4    | Proximité et territoires                   |
| Territoires de progrès               |       | TdP   | 1    | Proximité et territoires                   |
| Divers gauche                        |       | DVG   | 1    | Non inscrite                               |
| Opposition (22 sièges)               |       |       |      |                                            |
| Parti socialiste                     |       | PS    | 11   | Solidaires par nature - social et écologie |
| Parti communiste français            |       | PCF   | 6    | La Gauche 63 - solidaires par nature       |
| Divers gauche                        |       | DVG   | 2    | La Gauche 63 - solidaires par nature       |
| Europe Écologie Les Verts            |       | EÉLV  | 1    | La Gauche 63 - solidaires par nature       |
| Génération.s                         |       | G.s   | 2    | Non inscrits                               |

### Administration de la mandature actuelle (2021-2028)
Le conseil départemental est composé de quatorze vice-présidents, élus parmi les conseillers régionaux lors de la session d'installation du 1er juillet 2021,. Les délégations de ces vice-présidents ont été fixées à la suite de la session du 23 juillet 2021 :
| No | Parti | Parti | Identité               | Délégation                                                                  | Élu dans le canton de : | Élu également à :                                                                                        | Qualité                                                                |
| -- | ----- | ----- | ---------------------- | --------------------------------------------------------------------------- | ----------------------- | --- | ---------------------------------------------------------------------- |
| 1  |       | DVD   | Jean-Paul Cuzin        | Moyens généraux                                                             | Beaumont                | Maire de Beaumont Conseiller métropolitain de Clermont Auvergne Métropole Président du SDIS 63           | Ancien cadre                                                           |
| 2  |       | DVD   | Martine Bony           | Handicap                                                                    | Orcines                 | Maire de Vernines                                                                                        | Agricultrice                                                           |
| 3  |       | LR    | Jérôme Gaumet          | Finances et comptes publics                                                 | Saint-Éloy-les-Mines    | Maire de Pionsat Vice-président de la communauté de communes du Pays de Saint-Éloy                       | Cadre de la fonction publique                                          |
| 4  |       | DVD   | Éléonore Szczepaniak   | Enfance et jeunesse                                                         | Aubière                 | Adjointe au maire d'Aubière                                                                              | Sans profession                                                        |
| 5  |       | DVD   | Jean-Philippe Perret   | Transition écologique et innovation territoriale                            | Riom                    | | Chef d'entreprise                                                      |
| 6  |       | DVD   | Isabelle Vallée        | Habitat et logement                                                         | Issoire                 | | Cadre administratif et commercial d'entreprise                         |
| 7  |       | DVC   | Michel Sauvade         | Numérique                                                                   | Ambert                  | Maire de Marsac-en-Livradois Président de l'association des maires du Puy-de-Dôme                        | Professeur, profession scientifique                                    |
| 8  |       | DVD   | Audrey Manuby          | Collèges                                                                    | Saint-Ours              | Maire de Savennes Conseillère communautaire de la communauté de communes Chavanon Combrailles et Volcans | Profession intermédiaire administrative et commerciale des entreprises |
| 9  |       | DVD   | Pierre Riol            | Environnement                                                               | Aubière                 | | Profession libérale                                                    |
| 10 |       | LR    | Marie-Anne Marchis     | Tourisme                                                                    | Chamalières             | 1re adjointe au maire de Chamalières                                                                     | Profession intermédiaire administrative de la fonction publique        |
| 11 |       | LR    | Bertrand Barraud       | Relations avec les collectivités territoriales et aménagement du territoire | Issoire                 | Maire d'Issoire Président de la communauté d'agglomération Agglo Pays d'Issoire                          | Vétérinaire                                                            |
| 12 |       | LR    | Fabien Besseyre        | Personnes âgées                                                             | Brassac-les-Mines       | Maire de Brassac-les-Mines Vice-Président de la communauté d'agglomération Agglo Pays d'Issoire          | Cadre administratif et commercial d'entreprise                         |
| 13 |       | LR    | Sébastien Galpier      | Culture et patrimoine                                                       | Clermont-Ferrand-5      | | Commerçant et assimilé                                                 |
| 14 |       | LR    | Stéphanie Flori-Dutour | Insertion et retour à l'emploi                                              | Riom                    | | Cadre administratif                                                    |

### Administration avant 2021

#### Les vice-présidents de 2015 à 2021
L'institution est composée de douze vice-présidents élus parmi les conseillers départementaux, :
| No | Parti | Identité             | Chargé de :                                                | Élu dans le canton de : | Élu également à :                                                         | Qualité                                                                           |
| -- | ----- | -------------------- | ---------------------------------------------------------- | ----------------------- | ------------------------------------------------------------------------- | --------------------------------------------------------------------------------- |
| 1  | PS    | Alexandre Pourchon   | Enfance, famille, insertion et lutte contre les exclusions | Clermont-Ferrand-1      |                                                                           | Chef d'entreprise                                                                 |
| 2  | MR    | Pierrette Daffix-Ray | Solidarités territoriales et développement local           | Saint-Éloy-les-Mines    | Maire de Youx                                                             | Docteur en droit, retraitée Présidente de l'association des maires du Puy-de-Dôme |
| 3  | TdP   | Éric Gold            | Grands projets                                             | Maringues               | Maire de Saint-Priest-Bramefant Vice-président CC des Coteaux de Randan   | Enseignant du premier degré                                                       |
| 4  | PS    | Sylvie Maisonnet     | Collèges                                                   | Clermont-Ferrand-3      |                                                                           | Professeur du secondaire                                                          |
| 5  | PS    | Gérard Bétenfeld     | Moyens généraux                                            | Pont-du-Château         | Conseiller municipal de Lempdes                                           | Retraité du secteur privé                                                         |
| 6  | MR    | Dominique Giron      | Innovation, transition énergétique et numérique            | Les Monts du Livradois  | Maire de Condat-lès-Montboissier 1re vice-présidente CC du Haut-Livradois | Ingénieure territoriale                                                           |
| 7  | PS    | Olivier Chambon      | Routes et mobilité                                         | Thiers                  | Maire de Celles-sur-Durolle Président CC de la Montagne Thiernoise        | Attaché territorial                                                               |
| 8  | PS    | Élisabeth Crozet     | Handicap et personnes âgées                                | Sancy                   |                                                                           | Gérante de société                                                                |
| 9  | MR    | Bernard Sauvade      | Environnement                                              | Brassac-les-Mines       |                                                                           | Retraité de l'enseignement                                                        |
| 10 | PS    | Dominique Briat      | Culture et vie associative                                 | Clermont-Ferrand-4      | Conseillère municipale de Clermont-Ferrand                                | Fonctionnaire de catégorie A                                                      |
| 11 | GS    | Gérald Courtadon     | Habitat et cadre de vie                                    | Clermont-Ferrand-2      |                                                                           | Permanent associatif                                                              |
| 12 | PS    | Nadine Déat          | Jeunesse et sports                                         | Clermont-Ferrand-6      |                                                                           | Attachée territoriale principale                                                  |

Fin 2019, le groupe socialiste et apparentés a quitté la majorité départementale. Durant la fin du mandat de Jean-Yves Gouttebel, il n'y avait plus que quatre vice-présidents : 
| No | Parti | Identité             | Élu dans le canton de : | Élu également à : | Qualité                                                                           |
| -- | ----- | -------------------- | ----------------------- | --- | --------------------------------------------------------------------------------- |
| 1  | MR    | Pierrette Daffix-Ray | Saint-Éloy-les-Mines    | Maire de Youx Conseillère communautaire de la communauté de communes du Pays de Saint-Éloy                                          | Docteur en droit, retraitée Présidente de l'association des maires du Puy-de-Dôme |
| 2  | DVG   | Serge Pichot         | Gerzat                  | Maire de Gerzat Vice-président de Clermont Auvergne Métropole                                                                       | Cadre administratif et commercial d'entreprise                                    |
| 3  | MR    | Dominique Giron      | Les Monts du Livradois  | Maire de Condat-lès-Montboissier (jusqu'en 2020) 1re vice-présidente de la communauté de communes du Haut-Livradois (jusqu'en 2020) | Ingénieure territoriale                                                           |
| 4  | MR    | Bernard Sauvade      | Brassac-les-Mines       | | Retraité de l'enseignement                                                        |

#### Les vice-présidents avant 2015
L'institution compte 15 vice-présidents élus parmi les conseillers généraux sur proposition du président. Ils se répartissent les champs de compétences du conseil général.
- Pierrette Daffix-Ray, première vice-présidente chargée de l'éducation, des collèges et de l'enseignement supérieur ;
- Claude Boilon, 2e vice-président chargé des finances, des moyens généraux et des grands projets, Rapporteur général du budget ;
- Jacquie Douarre, 3e vice-président chargé de l'habitat et du cadre de vie ;
- Dominique Giron, 4e vice-présidente chargée du développement numérique, de l'agenda 21 et du plan climat-énergie ;
- Jean-Claude Fournier, 5e vice-président chargé de l'agriculture, de la forêt, de la filière bois et du développement rural ;
- Bernard Sauvade, 6e vice-président chargé de l'environnement et de l'aménagement du territoire ;
- Lionel Gay, 7e vice-président chargé du développement économique et du tourisme ;
- Mireille Lacombe, 8e vice-présidente chargée des politiques de l'enfance, de la famille et du handicap, et des affaires européennes.
- Michel Girard, 9e vice-président chargé des parcs naturels régionaux et des pays ;
- Bernard Auby, 10e vice-président chargé du réseau routier départemental ;
- Dominique Bosse, 11e vice-présidente chargée des personnes âgées, de la dépendance et des politiques gérontologiques ;
- Gilles Battut, 12e vice-président chargé des transports et de la mobilité ;
- Roland Blanchet, 13e vice-président chargé de la culture et de la vie associative, du patrimoine culturel départemental et des pôles culturels clermontois ;
- Olivier Chambon, 14e vice-président chargé de la jeunesse et des sports ;
- Florent Moneyron, 15e vice-président chargé de l'emploi et de l'insertion.

## Identité visuelle (logo)

Logo du Puy-de-Dôme (conseil général) de 2008 à 2015.
Logo du Puy-de-Dôme (conseil départemental) de 2015 à 2022.
Logo du Puy-de-Dôme (conseil départemental) depuis 2022.

Le Conseil départemental est représenté par deux mascottes : Ferrandix, la vache ferrandaise, et Ravix, la brebis rava.

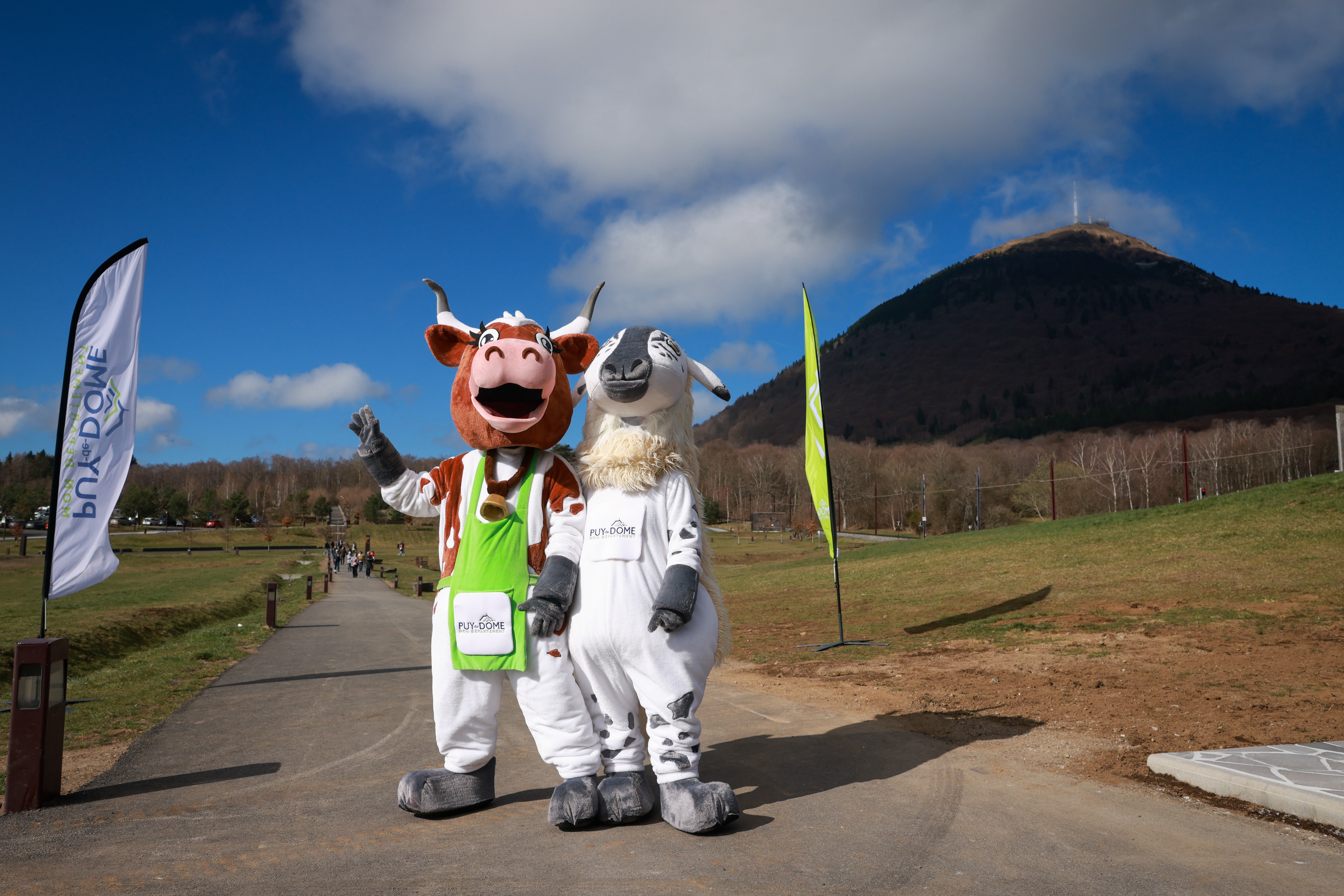
Ferrandix et Ravix, les mascottes du Conseil départemental du Puy-de-Dôme.